# Ксиропотам
Ксиропотам (на гръцки: Μονή Ξηροποτάμου) е православен манастир в Света гора, Гърция. Той е осми в йерархията на атонските манастири. През 2008 г. се обитава от около 25 монаси. Ксиропотам е един от най-старите манастири в Света гора. Името на манастира, което в превод означава Суха река, идва от мястото с дълбок дол, пресъхващ през летните горещини, но дълбок и пълноводен през зимата. Ксиропотамският манастир е разположен на западния бряг на полуостров Атон, над пристанището Дафни.

## История
Според преданието, манастирът е основан през V век от византийската императрица Елия Пулхерия, сестра на император Теодосий II. Главният храм на манастира е посветен на Светите четиридесет мъченици, за които императрицата получила видение. През VII век и VIII век обителта на Пулхерия опустяла, но императорският син Павел, минаващ по тези земи се обръща към император Роман с предложение манастирът да бъде възстановен. Предложението му било одобрено, но възстановяването на манастира отнело 3 века, тъй като той бил разрушен от земетресение по времето на Михаил Палеолог, като наказание за сключената уния с Рим, както твърди атонското предание. Андроник Палеолог наново построил зданията, съществували преди това в Ксиропотам.
Манастирът пострадал още веднъж през XVI век от пожар и е ремонтиран от султан Селим с негови собствени финансови средства. Съгласно легендата, султанът получил видение на Светите Четиридесет мъченици, повеляващи му да възстанови Ксиропотамския манастир, в благодарност за помощта, оказана на турците при покоряването на Египет, както удостоверява султанската грамота от 9 март 1520 г., която се пази в славянски превод в обителта. След това манастирът е поддържан и украсяван от господарите на Влахия.
| Име      | Име      | Ново име  | Ново име | Описание |
| -------- | -------- | --------- | -------- | -------- |
| Итанос   | Ίτανος   | Псилос    | Ψηλός    |          |
| Дзехилас | Τζεχίλας | Аналипсис | Άνάληψις |          |

## Манастирски сгради
Главният храм „Свети Четиридесет мъченици“ е с кръстовидна форма и пет купола, и 2 параклиса: десният – „Успение“ и левият – „Козма и Дамян“.

## Ценности и реликви
Към реликвите на манастира се отнасят:
- кръст – дар от възстановителя на манастира, император Роман, с хрисовул от февруари 1034 година.
- кръст – дар от Пулхерия, с частици от мощите на Светите Четиридесет мъченици, нейна чаша от яспис и богослужебна утвар.
- икона на Свети Димитър Солунски, която се е намирала до 1453 година в църквата Света София в Константинопол, резбована от зелен мрамор с надписи, в които се споменават имената на Роман и Андроник.
- мощи: кости от ръцете на Свети Игнатий Богоносец, Григорий Богослов и от краката на Василий Велики, Григорий Просветител – просветителя на Армения, Андрей Критски и свети апостол Вартоломей.